# Ercuis
Ercuis település Franciaországban, Oise megyében. Lakosainak száma 1626 fő (2022. január 1.). Ercuis Blaincourt-lès-Précy, Cires-lès-Mello, Crouy-en-Thelle és Neuilly-en-Thelle községekkel határos.

## Népesség
A település népességének változása:
| Lakosok száma | 1466 | 1498 | 1636 | 1609 | 1607 | 1606 | 1606 | 1616 | 1626 |
|               | 2013 | 2015 | 2016 | 2017 | 2018 | 2019 | 2020 | 2021 | 2022 |